# Oligaspis puncticeps
Oligaspis puncticeps är en mångfotingart som beskrevs av Charles Thorold Wood 1865. Oligaspis puncticeps ingår i släktet Oligaspis och familjen Sphaerotheriidae. Inga underarter finns listade i Catalogue of Life.